# Vela-pulsar

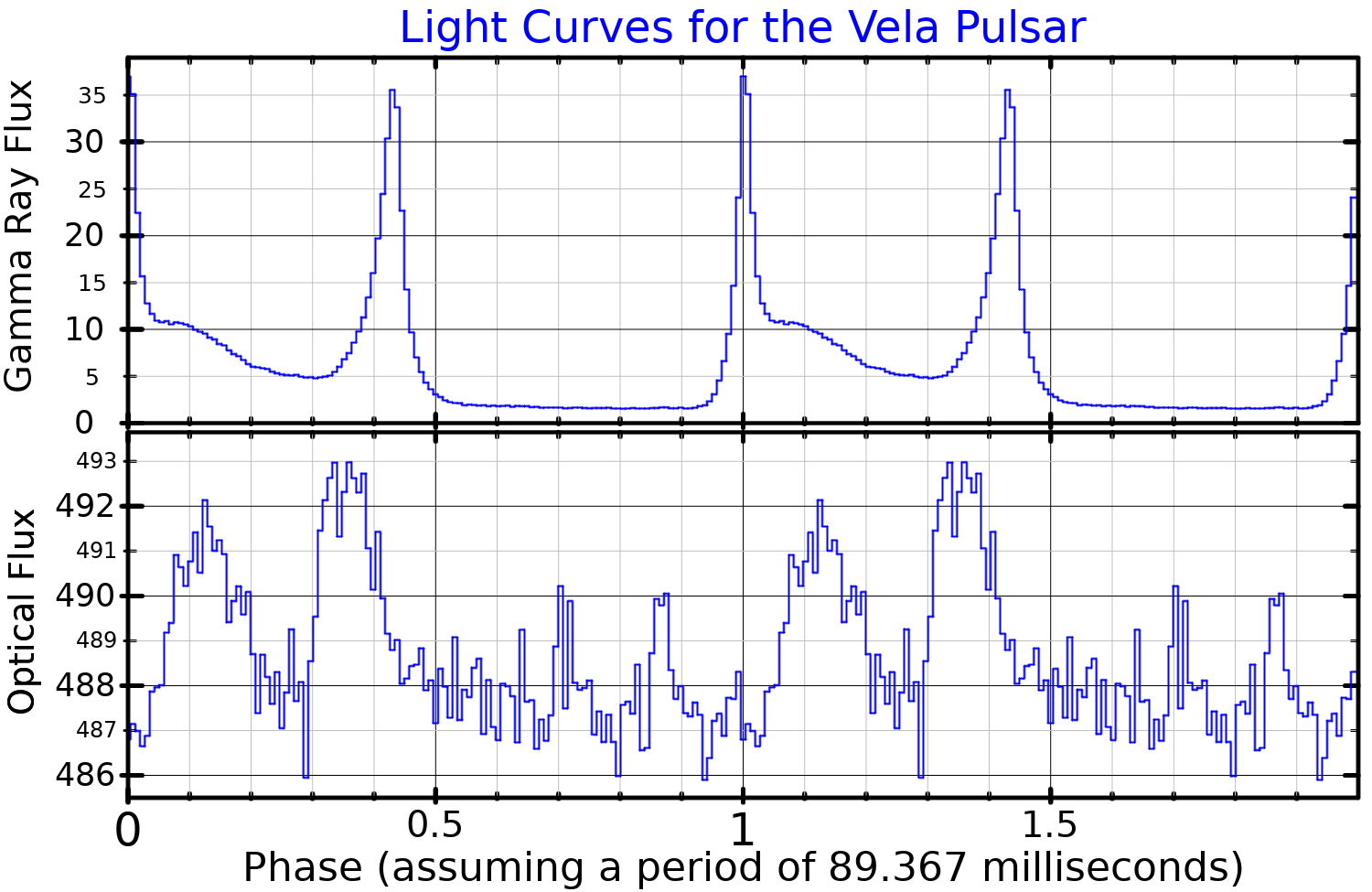
Lightkromme van de Vela-pulsar - gammastraling (boven) en optisch

De Vela-Pulsar is een pulsar in het sterrenbeeld Zeilen (Vela) met een rotatieperiode van 0,089 s. De pulsar is een restant van een supernova die 11.000 - 12.300 jaar geleden plaatsgevonden heeft. De pulsar is geassocieerd met de Vela-supernovarestant.